# Schwarzenbach (Oberpfalz)

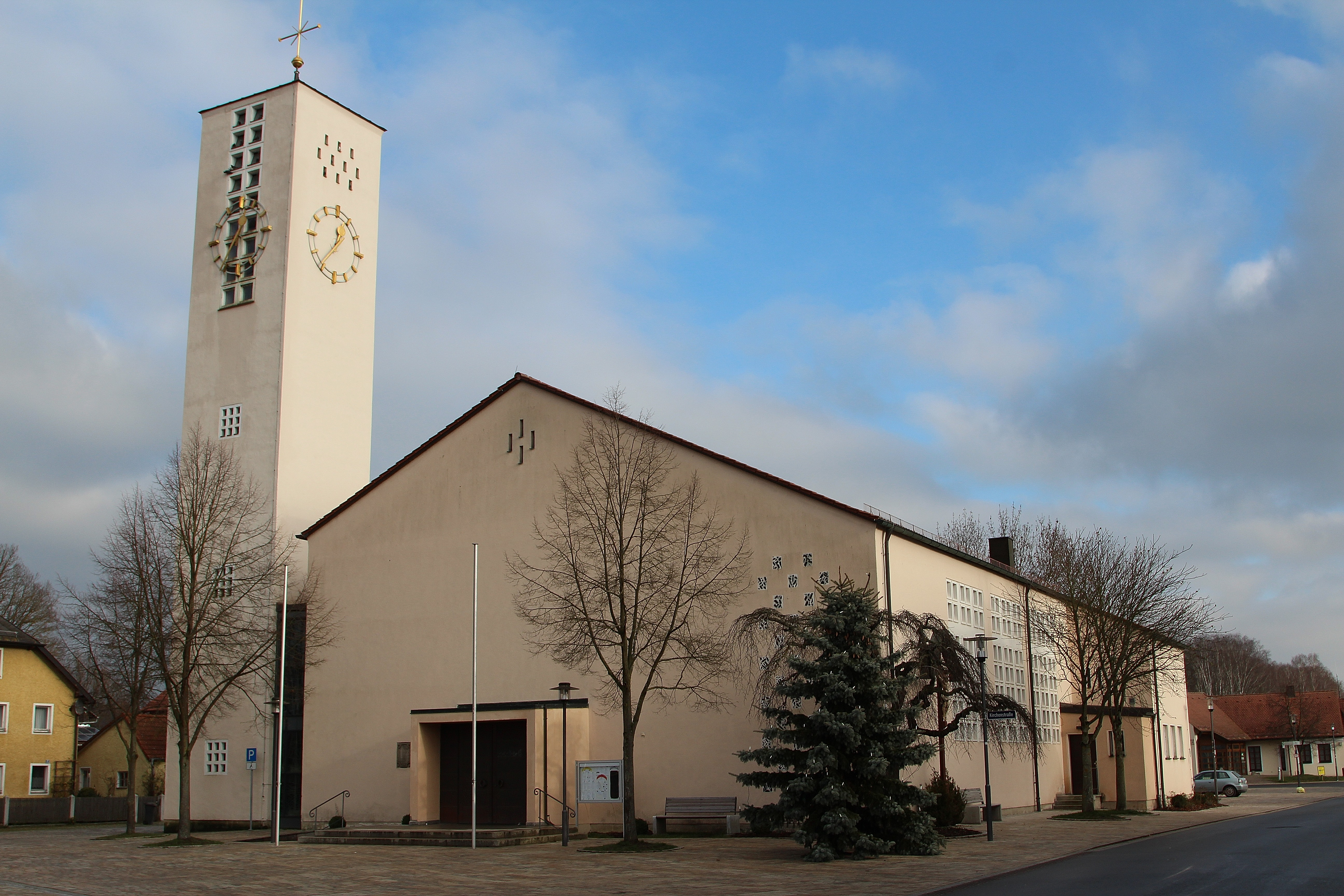
Kirche St. Antonius (2015)

Schwarzenbach ist eine Gemeinde im Oberpfälzer Landkreis Neustadt an der Waldnaab. Die Gemeinde ist Mitglied der Verwaltungsgemeinschaft Pressath.

## Geografie
Schwarzenbach liegt in der Region Oberpfalz-Nord.

### Gemeindegliederung
Es gibt sieben Gemeindeteile (in Klammern ist der Siedlungstyp angegeben):
- Fischhaus (Dorf)
- Parkstein-Hütten (Bahnhof)
- Pechhof (Dorf)
- Schmierhütte (Einöde)
- Schwarzenbach (Kirchdorf)
- Walbenhäusl (Einöde)
- Walbenhof (Einöde)

Es gibt die Gemarkungen Pechhof, Schwarzenbach und Manteler Forst.

## Geschichte
Erstmals urkundlich erwähnt wurde Schwarzenbach im Jahre 1285. Entlang des Bachlaufes des Schwarzenbachs siedelten Bauern und machten das angrenzende Land unter schwierigen Bedingungen urbar.
Die Einwohner lebten in früheren Zeiten überwiegend von der Landwirtschaft und der Fischzucht. Am Schwarzenbach im Bereich des heutigen Ortskerns befanden sich Fischhaltungen und Becken zur Milchkühlung.

### Frühere Verwaltungszugehörigkeit
Schwarzenbach gehörte zum Rentamt Amberg und zum Landgericht Waldeck des Kurfürstentums Bayern.

### Einwohnerentwicklung
- Zwischen 1988 und 2018 wuchs die Gemeinde von 863 auf 1155 um 292 Einwohner bzw. um 33,8 % – der höchste prozentuale Zuwachs im Landkreis im genannten Zeitraum.

| Jahr      | 1970 | 1987 | 1991 | 1995 | 2000 | 2005 | 2010 | 2015 | 2020 |
| --------- | ---- | ---- | ---- | ---- | ---- | ---- | ---- | ---- | ---- |
| Einwohner | 597  | 819  | 953  | 978  | 1043 | 1129 | 1176 | 1170 | 1152 |

### Gütesiegel Heimatdorf
Im Jahr 2019 bekam die Gemeinde die Auszeichnung "Gütesiegel Heimatdorf" vom Bayerischen Staatsministerium der Finanzen und für Heimat verliehen. Erhalten hat diese die Gemeinde durch Projekte wie den Dorfladen, die Ortskernsanierung und die Sanierung des alten Pfarrhofes, welcher heute als Bürger und Kulturhaus mit Trauzimmer und Bücherei dient.

## Politik

### Bürgermeister
Am 25. Mai 2014 wurde Thorsten Hallmann (SPD) mit 56,7 Prozent der Stimmen zum Ersten Bürgermeister gewählt. Alfons Przetak (CSU) wurde vom Gemeinderat als Zweiter Bürgermeister bestimmt. Hallmann folgte damit Peter Nößner (CSU). Nößner war am 20. Februar 2014 plötzlich und unerwartet im Alter von 50 Jahren verstorben.

### Gemeinderat
Der Gemeinderat in Schwarzenbach besteht aus zwölf Mitgliedern. Die Gemeinderatswahlen seit 2014 ergaben folgende Stimmenanteile und Sitzverteilungen:
| Partei/Liste | 2020 | 2020  | 2014  |
| Partei/Liste | %    | Sitze | Sitze |
| ------------ | ---- | ----- | ----- |
| SPD          | 41,0 | 5     | 5     |
| CSU          | 36,5 | 4     | 4     |
| Freie Wähler | 22,5 | 3     | 3     |

### Wappen
| Wappen von Schwarzenbach | Blasonierung: „Durch einen silbernen Wellenbalken schräglinks geteilt von Schwarz und Rot; vorne ein rot gekrönter und gezungter goldener Löwenkopf, hinten ein schräg liegendes silbernes Schwert mit goldenen Knauf.“ |
| Wappen von Schwarzenbach | Wappenbegründung: Der Wellenbalken versinnbildlicht die Wasserläufe im Gemeindegebiet, die Haidenaab und den in die Haidenaab mündenden Schwarzenbach, der der Gemeinde den Namen gab. Der goldene Löwenkopf, eine Minderung des pfälzischen Löwen, bringt die historische Beziehung der Gemeinde zu den wittelsbachischen Landesherren zum Ausdruck. Schwarzenbach wird schon im Herzogsurbar von 1285 als herzogliches, zur Burg Waldeck gehörendes Gut und später als Teil des Unteramts Pressath im Landrichteramt Waldeck genannt. Das Schwert im roten Feld ist vom Familienwappen der Nürnberger Patrizier Kreß hergeleitet, die von Mitte des 15. bis Mitte des 16. Jahrhunderts als oberpfälzische Landsassen auf dem zum Landsassengut Dießfurt gehörenden Hammergut Pechhof saßen. Das Symbol steht stellvertretend für die Reihe der wechselnden Besitzer auf Pechhof. Das Wappen wird seit 1987 geführt. |

## Natur
- Das Naturschutzgebiet Schießlweiher bei Schwarzenbach

## Wirtschaft und Infrastruktur

### Wirtschaft einschließlich Land- und Forstwirtschaft
Es gibt 2016 nach der amtlichen Statistik 190 sozialversicherungspflichtig Beschäftigte am Arbeitsort, davon 164 im produzierenden Gewerbe. Insgesamt gibt es 502 Beschäftigte am Wohnort.
Im verarbeitenden Gewerbe sowie im Bauhauptgewerbe gibt es je zwei Betriebe. 3 landwirtschaftliche Betriebe mit einer landwirtschaftlich genutzten Fläche von 123 Hektar, davon 68ha Ackerfläche, bestehen (Stand 2020).

### Verkehr
Der Haltepunkt Schwarzenbach (b Pressath) liegt an der Bahnstrecke Weiden–Bayreuth.
Die Bundesstraße 470 führt durch Schwarzenbach und bietet dadurch eine schnelle Verbindung zur A93 über die Auffahrt Weiden-West.

### Bildung
Es gibt folgende Einrichtungen (Stand: 2021):
- Kindertagesstätte: 12 Kinderkrippenplätze, 50 Kindergartenplätze
- Grundschule: 1. bis 4. Klasse

### Gesundheit
- Seit 2023 ist in Schwarzenbach ein Rettungswagen des Regensburger Dienstleisters RKT stationiert[10]
- In Schwarzenbach gibt es einen Tierarzt[11]

## Persönlichkeiten
- Gottfried Sonntag (* 1846 bei Schwarzenbach; † 1921 in Bayreuth), Komponist